# Waterkoud
Waterkoud of waterkou is een vochtig en somber weertype met kou. Dit weertype komt voor in onder andere Belgische en Nederlandse winters.
Het kan dan heel rustig of zelfs windstil zijn, maar vaak staat er ook een stevige wind bij. In dat laatste geval is de gevoelstemperatuur nog lager dan wanneer het niet waait. We hebben ermee te maken wanneer een lagedrukgebied op ons afkomt. De wind wakkert dan, afhankelijk van zijn koers, aan uit richtingen tussen oost en zuid. De lucht wordt aangevoerd over het 's winters vaak besneeuwde vasteland van Europa. Dat is dus koude lucht met een hoge luchtvochtigheid. Ondertussen nemen op de nadering van de depressie bewolking en wind toe, waardoor het nog onaangenamer wordt. De temperatuur ligt zo ongeveer tussen iets boven het vriespunt en de tien graden Celsius.